# ماسيج ميشالسكي
ماسيج ميشالسكي (بالبولندية: Maciej Michalski)‏ هو مخرج بولندي، ولد في 26 نوفمبر 1981 في Sycewo ‏ في بولندا.